# Championnats du monde de judo 2021
Navigation
Édition précédente Édition suivante
Les Championnats du monde de judo 2021, trente-huitième édition des Championnats du monde de judo, ont lieu du 6 au 13 juin 2021 à Budapest en Hongrie.
Du fait de l'exclusion de la Russie par le Tribunal arbitral du sport (TAS) de toutes compétitions internationales jusqu'en décembre 2022 en raison d'un scandale de dopage d'État, les judokas russes ne peuvent représenter officiellement leur pays. Ils participent donc de manière « neutre » à la compétition en représentant leur fédération sportive, la fédération russe de judo.

## Podiums

### Femmes
| Épreuves                          | Or                        | Argent                  | Bronze                                          |
| --------------------------------- | ------------------------- | ----------------------- | ----------------------------------------------- |
| Moins de 48 kg Poids super-légers | Natsumi Tsunoda (JPN)     | Wakana Koga (JPN)       | Urantsetseg Munkhbat (MGL) Julia Figueroa (ESP) |
| Moins de 52 kg Poids mi-légers    | Ai Shishime (JPN)         | Ana Pérez Box (ESP)     | Fabienne Kocher (SUI) Gefen Primo (ISR)         |
| Moins de 57 kg Poids légers       | Jessica Klimkait (CAN)    | Momo Tamaoki (JPN)      | Nora Gjakova (KOS) Theresa Stoll (GER)          |
| Moins de 63 kg Poids mi-moyens    | Clarisse Agbegnenou (FRA) | Andreja Leški (SVN)     | Anja Obradović (SRB) Sanne Vermeer (NED)        |
| Moins de 70 kg Poids moyens       | Barbara Matić (CRO)       | Yoko Ono (JPN)          | Sanne van Dijke (NED) Michaela Polleres (AUT)   |
| Moins de 78 kg Poids mi-lourds    | Anna-Maria Wagner (GER)   | Madeleine Malonga (FRA) | Mami Umeki (JPN) Guusje Steenhuis (NED)         |
| Plus de 78 kg Poids lourds        | Sarah Asahina (JPN)       | Wakaba Tomita (JPN)     | Beatriz Souza (BRA) Maria Suelen Altheman (BRA) |

### Hommes
| Épreuves                          | Or                                 | Argent                                | Bronze                                                           |
| --------------------------------- | ---------------------------------- | ------------------------------------- | ---------------------------------------------------------------- |
| Moins de 60 kg Poids super-légers | Yago Abuladze (Féd. russe de judo) | Gusman Kyrgyzbayev (en) (KAZ)         | Karamat Huseynov (AZE) Francisco Garrigós (ESP)                  |
| Moins de 66 kg Poids mi-légers    | Joshiro Maruyama (JPN)             | Manuel Lombardo (ITA)                 | Baskhuu Yondonperenlei (MGL) Yakub Shamilov (Féd. russe de judo) |
| Moins de 73 kg Poids légers       | Lasha Shavdatuashvili (GEO)        | Tommy Macias (SWE)                    | Soichi Hashimoto (JPN) Bilal Çiloğlu (TUR)                       |
| Moins de 81 kg Poids mi-moyens    | Matthias Casse (BEL)               | Tato Grigalashvili (GEO)              | Frank de Wit (NED) Anri Egutidze (POR)                           |
| Moins de 90 kg Poids moyens       | Nikoloz Sherazadishvili (ESP)      | Davlat Bobonov (UZB)                  | Krisztián Tóth (HUN) Marcus Nyman (SWE)                          |
| Moins de 100 kg Poids mi-lourds   | Jorge Fonseca (POR)                | Aleksandar Kukolj (SRB)               | Ilia Sulamanidze (GEO) Varlam Liparteliani (GEO)                 |
| Plus de 100 kg Poids lourds       | Kokoro Kageura (JPN)               | Tamerlan Bashaev (Féd. russe de judo) | Roy Meyer (NED) Yakiv Khammo (UKR)                               |

### Par équipes
| Épreuve | Or | Argent | Bronze |
| ------- | --- | --- | --- |
| Mixte   | Japon Maya Akiba Haruka Funakubo Kenshi Harada Soichi Hashimoto Kokoro Kageura Kosuke Mashiyama Kenta Nagasawa Saki Niizoe Yoko Ono Kazuya Sato Momo Tamaoki Wakaba Tomita | France Francis Damier Gaëtane Deberdt Clémence Eme Léa Fontaine Joan-Benjamin Gaba Marie-Ève Gahié Enzo Gibelli Astride Gneto Cyrille Maret Alexis Mathieu Cédric Olivar Julia Tolofua | Ouzbékistan Shukurjon Aminova Davlat Bobonov Rinata Ilmatova Shermukhammad Jandreev Diyora Keldiyorova Farangiz Khojieva Iriskhon Kurbanbaeva Gulnoza Matniyazova Obidkhon Nomonov Sardor Nurillaev Belmurod Oltiboev Muzaffarbek Turoboyev |
| Mixte   | Japon Maya Akiba Haruka Funakubo Kenshi Harada Soichi Hashimoto Kokoro Kageura Kosuke Mashiyama Kenta Nagasawa Saki Niizoe Yoko Ono Kazuya Sato Momo Tamaoki Wakaba Tomita | France Francis Damier Gaëtane Deberdt Clémence Eme Léa Fontaine Joan-Benjamin Gaba Marie-Ève Gahié Enzo Gibelli Astride Gneto Cyrille Maret Alexis Mathieu Cédric Olivar Julia Tolofua | Brésil Maria Suelen Altheman Eduardo Barbosa Rafael Macedo David Moura Ketelyn Nascimento Larissa Pimenta Maria Portela Ketleyn Quadros Eduardo Santos Rafael Silva Beatriz Souza Eric Takabatake                                           |

## Tableau des médailles
Les équipes à égalité sont départagées au classement par le nombre de 5es et de 7es places obtenues au cours des championnats. L'épreuve par équipes n'est pas prise en compte.
- Pays organisateur ( Hongrie)

| Rang  | Nation                   | Or | Argent | Bronze | Total |
| ----- | ------------------------ | -- | ------ | ------ | ----- |
| 1     | Japon                    | 5  | 4      | 2      | 11    |
| 2     | Géorgie                  | 1  | 1      | 2      | 4     |
| 3     | Espagne                  | 1  | 1      | 2      | 4     |
| 4     | Fédération russe de judo | 1  | 1      | 1      | 3     |
| 5     | France                   | 1  | 1      | 0      | 2     |
| 6     | Allemagne                | 1  | 0      | 1      | 2     |
| 6     | Portugal                 | 1  | 0      | 1      | 2     |
| 8     | Canada                   | 1  | 0      | 0      | 1     |
| 9     | Belgique                 | 1  | 0      | 0      | 1     |
| 10    | Croatie                  | 1  | 0      | 0      | 1     |
| 11    | Serbie                   | 0  | 1      | 1      | 2     |
| 12    | Suède                    | 0  | 1      | 1      | 2     |
| 13    | Ouzbékistan              | 0  | 1      | 0      | 1     |
| 14    | Kazakhstan               | 0  | 1      | 0      | 1     |
| 15    | Italie                   | 0  | 1      | 0      | 1     |
| 15    | Slovénie                 | 0  | 1      | 0      | 1     |
| 17    | Pays-Bas                 | 0  | 0      | 5      | 5     |
| 18    | Brésil                   | 0  | 0      | 2      | 2     |
| 19    | Mongolie                 | 0  | 0      | 2      | 2     |
| 20    | Azerbaïdjan              | 0  | 0      | 1      | 1     |
| 21    | Kosovo                   | 0  | 0      | 1      | 1     |
| 21    | Ukraine                  | 0  | 0      | 1      | 1     |
| 23    | Hongrie                  | 0  | 0      | 1      | 1     |
| 24    | Israël                   | 0  | 0      | 1      | 1     |
| 25    | Autriche                 | 0  | 0      | 1      | 1     |
| 25    | Suisse                   | 0  | 0      | 1      | 1     |
| 25    | Turquie                  | 0  | 0      | 1      | 1     |
| Total | Total                    | 14 | 14     | 28     | 56    |